# 黒箔
黒箔（くろはく）とは、銀箔などを加工して黒く変色させたもの。
銀箔を酸化させる、あるいは漆に鉄粉を混ぜて酸化させるなどして加工したもので黒褐色に鈍く輝く。酸化による加工のためもろく、金箔などに比べ貼付が困難。絵画で使われることが多いが、漆器などでは金箔や銀箔を貼り付ける前の下塗り用、あるいは製本の箔押しとしても使われる。